# Tabaksmuseum
Het Tabaksmuseum is een museum te Meeuwen, dat zich bevindt aan de Weg naar Helchteren 32.
Het betreft een privaat museum dat werd opgezet door Jan Schouteden. Achtergrond hiervan vormt de sigarenindustrie die voorheen in nabijgelegen plaatsen als Bree, Peer en Eksel. Ook bestond de pijpenfabriek Knoedgen te Bree.
Jan Schouteden verzamelde een groot aantal voorwerpen die met het roken in verband staan, zoals lucifers, asbakken, pijpen, rokersstoelen en dergelijke. Ook is er een verzameling van meer dan 100.000 sigarenbandjes en etiketten.